# 本仁堂
本仁堂（钮福保故居、钮氏旧宅）为位于中国浙江省湖州市的一座历史建筑，位于吴兴区朝阳街道小西街196号，是典型的传统大宅院，四轴线三进，面街市河，以永安桥沟通对岸的钮氏状元厅。2016年进行修缮。